# Les passagers du vent II: L'heure du serpent
Les passagers du vent II o 2 (a volte sottotitolato L'heure du serpent), anche noto con il titolo inglese Passengers on the Wind II o 2 (a volte sottotitolato The Hour of the Snake), è un videogioco di avventura testuale illustrata pubblicato a partire dal 1987 per i computer Amiga, Amstrad CPC, Atari ST, Commodore 64, MS-DOS e Thomson TO8 dalla Infogrames.
È tratto dal fumetto I passeggeri del vento di François Bourgeon, ambientato alla fine del XVIII secolo.
È il seguito di I passeggeri del vento, uguale nell'impostazione e basato su volumi precedenti dello stesso fumetto. A differenza del primo, il seguito non risulta avere un'edizione in italiano.

## Trama
La storia è basata sul quarto volume della saga a fumetti, L'ora del serpente (L'heure du serpent, 1982). L'avventura si svolge pochi anni prima della Rivoluzione francese, nell'ambito del commercio triangolare degli schiavi e della guerra anglo-francese.
La trama continua direttamente quella del primo videogioco. Isabeau è una giovane nobile francese privata della propria identità a causa di uno scambio di persone quando era bambina. Insieme al suo innamorato, il marinaio Hoel, e la giovane inglese Mary, si trova fuggitiva nel Regno del Dahomey con una compagnia di schiavisti. L'azione del gioco inizia dall'arrivo di Isa alla corte del re Kpengla, del quale deve ottenere l'appoggio, con l'aiuto di Boisboeuf, capitano della nave negriera, e altri personaggi. Isa deve poi liberare un marinaio francese disperso, difendersi dall'attacco di un leone e trovare l'antidoto per salvare il suo amato Hoel, mentre Mary assiste impotente alla fine del suo uomo, uscito di senno, nelle sabbie mobili. Nell'ultimo episodio, non proveniente in realtà dal fumetto, la scena si sposta in Francia dove l'amico Saint-Quentin deve rintracciare un testamento che prova finalmente la vera identità di Isa.

## Modalità di gioco
Il funzionamento generale del gioco è lo stesso del primo I passeggeri del vento (al quale si rimanda), così come lo stile grafico che imita fedelmente quello del fumetto. Questa volta la storia è suddivisa in 7 episodi. I personaggi controllati sono una quindicina, in parte gli stessi del primo videogioco.
A differenza del primo titolo, gli elementi da avventura grafica sono leggermente aumentati: in alcuni casi infatti è necessario individuare e cliccare precise zone della finestra grafica principale, incluse le finestre in sovrapposizione, per utilizzare certi oggetti ed eseguire certe azioni.
Un'altra novità è il personaggio del "saggio", che alla fine di ciascuno dei primi 5 episodi pone una domanda, alla quale il giocatore risponde selezionando il personaggio che si ritiene conosca la risposta. Dare le risposte corrette sarà necessario per completare l'avventura, inoltre le risposte contengono degli indizi.